# Heksametr nonniański
Heksametr nonniański – grecki system wersyfikacyjny opracowany w V wieku przez Nonnosa z Panopolis na podstawie heksametru kallimachowego w związku z zanikiem iloczasu w języku greckim.
Technika heksametru homeryckiego zmodyfikowana w wielu punktach w III wieku przed Chrystusem przez Kallimacha przetrwała do IV wieku, kiedy to recytacja zaczęła coraz bardziej odbiegać od naturalnego kierunku rozwoju języka greckiego, w którym zanikało poczucie iloczasu, a dotychczasowy akcent melodyczny przeszedł w ekspiratoryczny. Sprawiło to, że dotychczasowy heksametr iloczasowy z dynamicznym akcentem i prawie bez różnic iloczasowych w głoskach akcentowanych i nieakcentowanych (prawie gdyż w istocie głoski akcentowane były wymawiane minimalnie dłużej) upodobnił się do prozy, i to nierytmicznej. Próby zaradzenia tej tendencji podjęli poeci egipscy V wieku. Głównym ich przedstawicielem był Nonnos z Panopolis. 
Nonnos podjął starania, by akcent wierszowy uzgodnić z wyrazowym, to jest tak dobierać wyrazy, by sylaby metrycznie długie były zarazem sylabami akcentowanymi. Powodowało to wiele ograniczeń w budowie heksametru:
- między innymi syllaba biceps (długa pokrywająca się z dwiema krótkimi) musiała być wypełniona zgłoską akcentowaną, stąd przy cezurze męskiej, między dwoma stykającymi się stopami leży zawsze biceps dwuzgłoskowa[1];
- heksametr nonniański stale akcentuje przedostatnią zgłoskę wiersza;
- wiersze z cezurą męską uzupełnia o dodatkową cezurę po 4. longum (dawna sylaba długa, odtąd również akcentowana);
- nie dopuszcza końca wyrazu po 5. longum;
- wyklucza spondej w piątej stopie;
- wyklucza następstwo po sobie dwóch spondejów, chyba że przedzielonych cezurą męską;
- monosylaby na końcu wiersza mogą stać tylko przy cezurze bukolicznej;
- na końcu wiersza nie są dopuszczalne proparoksytony, a krótkie sylaby końcowe możliwe są tylko przy więcej niż dwuzgłoskowych paroksytonach lub perispomena, jak też przy spójnikach: de, men, gar i zaimku autos;
- paroksytony i oksytony przed cezurą męską stoją tylko wtedy, gdy poprzedza ją cezura trithemimeres.

Specjaliści naliczyli 19 rozmaitych ograniczeń. Czynią one pisanie tego typu wierszem niezwykle skomplikowanym, a sam wiersz ze względu na przewagę daktyli nad spondejami - monotonnym.
W heksametrze nonniańskim oprócz samego Nonnosa tworzyli w V i VI wieku: Pamprepios, Chrystodor z Koptos, Jan z Gazy, Agatiasz Scholastyk, Trifiodoros, Kolutos, Muzajos. Ostatnim poetą piszącym heksametrem nonniańskim był tworzący w VII wieku Jerzy Pizydes.